# Aliança das Três Irmandades
A Aliança das Três Irmandades (birmanês:  ညီနောင်မဟာမိတ်သုံးဖွဲ့); (em chinês:  三兄弟联盟), também conhecida como Aliança da Irmandade, é uma aliança entre o Exército de Arakan, o Exército da Aliança Democrática Nacional de Mianmar e o Exército de Libertação Nacional Ta'ang formada em junho de 2019.
O grupo ganhou destaque em 2023 ao resistir à junta birmanesa após o golpe de Estado de 2021 em Mianmar. Os três grupos armados permaneceram inicialmente em silêncio sobre o golpe, mas divulgaram um comunicado reafirmando a existência da aliança em março de 2021. Durante a Guerra Civil de Mianmar, o grupo lutou principalmente no estado de Rakhine e no norte do estado de Shan. Em 27 de outubro de 2023, a aliança lançou a Operação 1027, uma ofensiva contra a junta no norte do estado de Shan.

## Histórico
Em 2016, na sequência do aumento das tensões entre o povo Rohingya do estado de Rakhine, no oeste de Mianmar, e os extremistas budistas aliados dos militares de Mianmar, o governo birmanês iniciou uma campanha genocida para expulsar os civis Rohingya de Rakhine. As tensões atingiram um ponto de ebulição após um ataque de militantes do Exército de Salvação Arakan Rohingya contra um posto avançado da polícia birmanesa.  O Exército de Arakan, que lutou contra o Tatmadaw no início de 2010 ao lado do Exército pela Independência Kachin, retomou as operações no estado de Rakhine após o ressurgimento do conflito e, em 2018, conduziu vários ataques contra o Tatmadaw.
O Exército de Libertação Nacional Ta'ang conduziu operações sobretudo localizadas contra o Tatmadaw no norte do estado de Shan antes do golpe de 2021. Apesar de ter sido criado em 2009, mais recentemente do que outros grupos rebeldes em Mianmar, o esta organização recebeu apoio público do povo Ta'ang e apoio militar de outros grupos rebeldes como o Exército pela Independência Kachin e o Exército Unido do Estado de Wa. Antes do golpe, o Exército de Libertação Nacional Ta'ang entrava em confronto regular com o Conselho de Restauração do Estado de Shan sobre o controle do norte do estado de Shan.
O Exército da Aliança Democrática Nacional de Mianmar é um grupo étnico armado que representa o povo Kokang no norte de Mianmar. Antes do golpe, o grupo participou em confrontos esporádicos entre o Tatmadaw e o Exército de Libertação Nacional Ta'ang, mas acabou por assinar um cessar-fogo com o Tatmadaw em 2019.
A Aliança do Norte é uma coligação de quatro grupos rebeldes que foi fundada em 2016 para participar nas conversações de paz com o governo birmanês. Em abril de 2017, a Aliança do Norte, juntamente com três outros organizações étnicas armadas em Mianmar (o Exército Unido do Estado de Wa, o Exército Nacional da Aliança Democrática e o Exército do Estado de Shan - Norte), formaram o Comitê Consultivo e de Negociação Política Federal.

## Formação
A Aliança das Três Irmandades surgiu pela primeira vez em junho de 2019, durante intensos combates entre o Exército Arakan e o Tatmadaw no estado de Rakhine e as ofensivas do Exército da Aliança Democrática Nacional de Mianmar e do Exército de Libertação Nacional Ta'ang no estado de Shan. Inicialmente, foi informalmente chamada de "Aliança da Irmandade". Notavelmente, não se juntou ao Exército pela Independência Kachin, que fazia parte das conversações de paz do governo no Comitê Consultivo e de Negociação Política Federal. Os primeiros ataques da Aliança ocorreram no estado de Shan e em Mandalay. Esta ofensiva foi interrompida no início de Setembro de 2019, com a aliança a divulgar uma declaração de que foram realizadas conversações de paz com o governo birmanês em Kengtung. Outras conversações de paz entre as duas partes estabeleceram um cessar-fogo de um mês que dura até 8 de outubro de 2019. O cessar-fogo interrompeu novas ações do Exército da Aliança Democrática Nacional de Mianmar até o golpe de 2021. No entanto, os confrontos continuaram entre o Exército de Arakan e o Tatmadaw no estado de Rakhine, apesar da extensão do cessar-fogo até 2020 pela Aliança.
O cessar-fogo de Keng Tung continuou até março de 2020. Apesar disso, o Tatmadaw declarou o Exército de Arakan um grupo terrorista em 23 de março.  O grupo divulgou outra declaração em maio de 2020, enquanto as extensões do cessar-fogo continuavam, instando o Tatmadaw a respeitar o cessar-fogo no estado de Rakhine. As conversações de paz renovadas concretizaram-se em Julho de 2020, com o Exército de Arakan e a Aliança iniciando conversações de paz com o governo birmanês. O Tatmadaw e o Exército Arakan assinaram um cessar-fogo em Novembro de 2020 e, posteriormente, o grupo consolidou o controle sobre grande parte do Estado de Rakhine e agiu como um Estado de facto. Em 2021, poucos confrontos foram documentados entre a junta e membros da Aliança das Três Irmandades.